# 도핑 (반도체)
반도체의 제조 과정에서 도핑(doping)은 의도적으로 진성 반도체에 불순물을 첨가함으로써 전기적 특성을 조절하는 것을 말한다. 이렇게 도핑된 물질을 불순물 반도체라 한다. 높은 수준으로 도핑된 반도체는 반도체보다 도체에 가까운데, 이를 축퇴 반도체라 한다. 

## 역사
반도체 도핑의 효과는 크리스탈 라디오나 셀레늄 정류기와 같은 장치들에서 경험적으로 증명되어 있었다. 1885년, 셀포드 비드웰과 독일의 과학자 베른하르트 구덴은 각각 독립적으로 반도체의 특성이 그 안에 포함된 불순물 때문이라고 발표했다. 도핑 공정은 제2차 세계 대전 중 Sperry Gyroscope Company에서 일하던 존 로버트에 의해 공식적으로 처음 개발되어 1950년 미국에서 특허가 등록되었지만, 그가 일하던 회사는 레이더에 관한 연구를 요구하여 그의 반도체 도핑에 대한 연구는 거부되었다.
1953년, 벨 연구소에서 고든 K. 틸과 모건 스파크에 의해 비슷한 연구가 수행되었고, 미국에 특허가 등록되었다.

## 운반자 농도
주입된 불순물(이하 도펀트)의 농도는 많은 전기적 특성에 영향을 준다. 가장 중요한 영향은 물질 전하 운반자 농도인데, 전성 반도체가 열평형 상태에 있을 때, 전자와 양공의 농도는 동일하다. 즉,
{\displaystyle n=p=n_{i}}
불순물 반도체(낮은 수준의 도핑에서)가 열평형 상태에 있을 때는 관계가 다음과 같아진다.
{\displaystyle n_{0}\cdot p_{0}=n_{i}^{2}}
여기서  n0은 자유 전자의 농도, p0는 양공의 농도, ni가 물질 내부의 운반자 농도이다. 운반자의 농도는 물질의 종류와 온도에 따라 변화한다. 예를 들어 규소의 ni는 실온과 가까운 300K에서 약 1.08×1010 cm-3 300이다.
일반적으로, 도핑을 많이 할수록 운반자 농도가 높아져 전도성이 증가한다. 축퇴 반도체(매우 강하게 도핑된 반도체)는 전도성이 금속과 비슷하기 때문에 집적 회로에서 금속의 대체로 사용된다. 보통 위 첨자의 +, - 부호는 반도체에서 운반자 농도를 상대적으로 나타낸다. 예를 들어, n+ 는 강하게 도핑되어 높은 농도를 가진, 보통 축퇴된 n형 반도체를 나타낸다. 마찬가지로, p− 는 매우 약하게 도핑된 p형 반도체를 의미한다. 축퇴 반도체의 수준으로 도핑된 반도체에서도 분순물의 농도는 기존의 진성 반도체의 농도에 비해 매우 낮다. 진성 결정질 규소에서 cm³ 당 약 5×1022개의 원자가 존재하는 반면, 규소 반도체를 도핑할 때 운반자 농도는 보통 1013/cm-3에서 1018/cm-3 사이이다. 1018/cm-3 이상의 농도로 도핑된 물질은 상온에서 축퇴되었다고 간주된다. 축퇴된 규소 반도체에서는 불순물이 규소의 천분의 일 정도의 비율을 가진다. 이 비율은 매우 약하게 도핑된 규소에서 십억분의 일 수준까지 내려간다. 일반적인 농도 값은 이 정도의 수준으로 낮춰져 기기 내에서 요구되는 특성을 띠도록 조정된다.

## 공정
먼저 일정량의 도펀트가 각 웨이퍼가 거의 동일하게 도핑되도록 추가된다. 회로에서의 역할에 따라 정해진 구역마다 — 주로 포토리소그래피 방식으로 이루어진다 — 확산과 이온 주입법과 같은 방법으로 추가적으로 도핑된다. 이온 주입법의 경우, 조정성이 높아 대규모 생산에서 자주 이용된다.
적은 숫자의 도펀트 원자가 반도체의 전도성을 변화시킬 수 있다. 백만개의 원자 당 하나의 도펀트 원자가 추가되면, 이를 낮게, 혹은 약하게 도핑되었다고 한다. 더 많은 도펀트 원자가 추가되어 원자 만개 당 도펀트 원자 하나의 비율을 이루면 높게, 혹은 강하게 도핑되었다고 말한다. 이와 같이 강하게 도핑된 반도체는 보통 n형 반도체는 n+, p형 반도체는 p+로 나타낸다.

## 같이 보기
- 불순물 반도체
- 진성 반도체